# Phil Cheetham (Radsportler)
Phil Cheetham (* 1. Mai 1945 in Glossop) ist ein ehemaliger britischer Radrennfahrer.

## Sportliche Laufbahn
Cheetham war im Straßenradsport aktiv. Er gewann eine Reihe von Eintagesrennen und kürzeren Etappenrennen in seiner Heimat. In Frankreich, wo er eine Saison lang fuhr, gewann er die Tour de l’Aube 1972 vor Jean-Claude Meunier. Bei Paris–Troyes 1970 kam er auf den 3. Rang. 1971 wurde er Dritter der nationalen Meisterschaft im Straßenrennen der Amateure.
Mit der britischen Nationalmannschaft bestritt er einige Landesrundfahrten auf dem europäischen Kontinent. In der Tour de l’Avenir 1969 wurde er 72., 1973 51. In der Internationalen Friedensfahrt 1972 erreichte er das Ziel nicht.